# Hygrochroa princeps
Hygrochroa princeps är en fjärilsart som beskrevs av Paul Dognin 1911. Hygrochroa princeps ingår i släktet Hygrochroa och familjen silkesspinnare. Inga underarter finns listade i Catalogue of Life.